# Rita Königová
Rita Königová provdaná Rita Römerová (* 12. března 1977 Satu Mare, Rumunsko) je bývalá německá sportovní šermířka, která se specializovala na šerm fleretem. Sestra Susanne Königová reprezentovala Německo v šermu šavlí. Německo reprezentovala v devadesátých letech a na přelomu tisíciletí. Na olympijských hrách startovala v roce 2000 v soutěži jednotlivkyň a družstev. V soutěži jednotlivkyň získala na olympijských hrách 2000 stříbrnou olympijskou medaili. S německým družstvem fleretistek vybojovala na olympijských hrách 2000 bronzovou olympijskou medaili a v roce 1999 vybojovala s družstvem fleretistek titul mistryň světa.